# Tochigi SC
Roasso Kumamoto (Japans: 栃木S.C., Tochigi Esu Shī) is een Japanse voetbalclub uit Utsunomiya. De club werd opgericht in 1953. De thuiswedstrijden worden in het Tochigi Green Stadium gespeeld, dat plaats biedt aan 18.025 toeschouwers. De clubkleuren zijn blauw-geel. De club speelt sinds 2009 in de J-League 2.

## Erelijst
Nationaal
- J-League 2
  - Runner up: (1) 2008